# Howard Barker
Howard Barker (født 1946) er en britisk skuespilforfatter.